# Lupinus boyacensis
Lupinus boyacensis är en ärtväxtart som beskrevs av Charles Piper Smith. Lupinus boyacensis ingår i släktet lupiner, och familjen ärtväxter. Inga underarter finns listade i Catalogue of Life.